# Clypeobarbus pseudognathodon
Clypeobarbus pseudognathodon är en fiskart som först beskrevs av Boulenger, 1915.  Clypeobarbus pseudognathodon ingår i släktet Clypeobarbus och familjen karpfiskar. IUCN kategoriserar arten globalt som nära hotad. Inga underarter finns listade i Catalogue of Life.